# 西都市

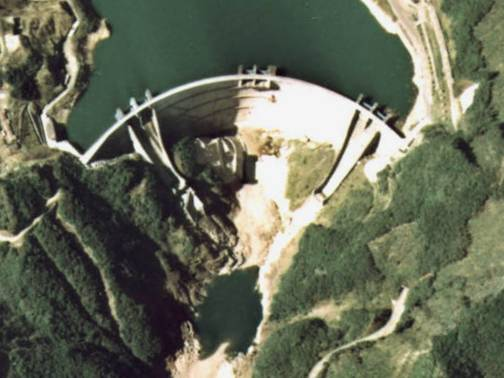
一ツ瀬ダム（1976年度撮影）

西都市（さいとし）は、宮崎県の県央地域に位置する市。日本最大級の古墳群である国の特別史跡・西都原古墳群や、日向国主伊東氏の居城都於郡城で知られる。

## 地理

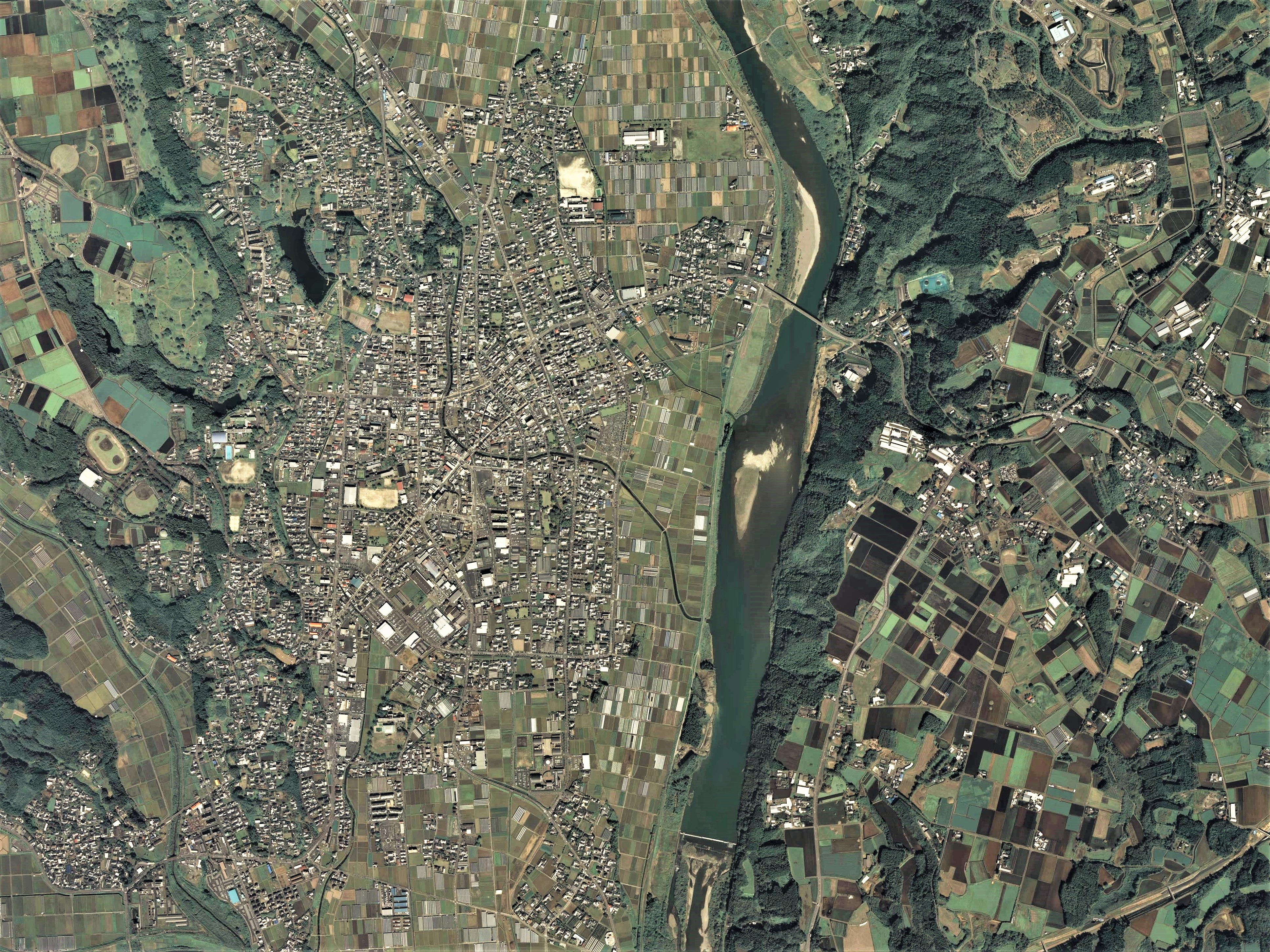
西都市中心部周辺の空中写真。
2008年10月15日撮影の3枚を合成作成。。

宮崎県で6番目の面積を持つ市であり、市域の7割が山岳地帯である。
市を北西から南東に向かって、一ツ瀬川が貫流している。上流部では無数の小川が渓谷を刻み、それらの流れが集まって、九州最大の貯水量を誇る一ツ瀬ダム（米良湖）となっている。下流は宮崎平野が広がり、園芸農業、畜産業が盛んであるほか、西岸の洪積層台地には西都原古墳群が広がる。
中心市街地は都萬（つま）神社の南方に広がる妻（つま）地区。
- 山: 樋口山、掃部岳
- 河川: 一ツ瀬川、桜川
- 湖沼: 米良湖、稚児ケ池
- ダム: 一ツ瀬ダム

### 気候
| 西都（1991年 - 2020年）の気候      | 西都（1991年 - 2020年）の気候 | 西都（1991年 - 2020年）の気候 | 西都（1991年 - 2020年）の気候 | 西都（1991年 - 2020年）の気候 | 西都（1991年 - 2020年）の気候 | 西都（1991年 - 2020年）の気候 | 西都（1991年 - 2020年）の気候 | 西都（1991年 - 2020年）の気候 | 西都（1991年 - 2020年）の気候 | 西都（1991年 - 2020年）の気候 | 西都（1991年 - 2020年）の気候 | 西都（1991年 - 2020年）の気候 | 西都（1991年 - 2020年）の気候 |
| 月                                 | 1月                           | 2月                           | 3月                           | 4月                           | 5月                           | 6月                           | 7月                           | 8月                           | 9月                           | 10月                          | 11月                          | 12月                          | 年                            |
| ---------------------------------- | ----------------------------- | ----------------------------- | ----------------------------- | ----------------------------- | ----------------------------- | ----------------------------- | ----------------------------- | ----------------------------- | ----------------------------- | ----------------------------- | ----------------------------- | ----------------------------- | ----------------------------- |
| 最高気温記録 °C （°F）             | 25.1 (77.2)                   | 25.1 (77.2)                   | 27.5 (81.5)                   | 31.4 (88.5)                   | 34.0 (93.2)                   | 35.2 (95.4)                   | 38.4 (101.1)                  | 38.2 (100.8)                  | 36.4 (97.5)                   | 33.0 (91.4)                   | 29.4 (84.9)                   | 24.6 (76.3)                   | 38.4 (101.1)                  |
| 平均最高気温 °C （°F）             | 13.2 (55.8)                   | 14.2 (57.6)                   | 17.0 (62.6)                   | 21.3 (70.3)                   | 24.9 (76.8)                   | 27.0 (80.6)                   | 31.5 (88.7)                   | 32.3 (90.1)                   | 29.3 (84.7)                   | 25.0 (77)                     | 20.1 (68.2)                   | 15.1 (59.2)                   | 22.6 (72.7)                   |
| 日平均気温 °C （°F）               | 6.8 (44.2)                    | 8.3 (46.9)                    | 11.6 (52.9)                   | 16.0 (60.8)                   | 19.9 (67.8)                   | 22.8 (73)                     | 26.8 (80.2)                   | 27.4 (81.3)                   | 24.5 (76.1)                   | 19.5 (67.1)                   | 14.0 (57.2)                   | 8.7 (47.7)                    | 17.2 (63)                     |
| 平均最低気温 °C （°F）             | 1.1 (34)                      | 2.6 (36.7)                    | 6.3 (43.3)                    | 10.7 (51.3)                   | 15.1 (59.2)                   | 19.2 (66.6)                   | 23.0 (73.4)                   | 23.6 (74.5)                   | 20.7 (69.3)                   | 14.7 (58.5)                   | 8.7 (47.7)                    | 3.0 (37.4)                    | 12.4 (54.3)                   |
| 最低気温記録 °C （°F）             | −7.1 (19.2)                   | −7.7 (18.1)                   | −4.0 (24.8)                   | 0.5 (32.9)                    | 6.5 (43.7)                    | 11.5 (52.7)                   | 14.9 (58.8)                   | 16.5 (61.7)                   | 10.2 (50.4)                   | 3.2 (37.8)                    | −2.3 (27.9)                   | −5.9 (21.4)                   | −7.7 (18.1)                   |
| 降水量 mm （inch）                 | 70.3 (2.768)                  | 96.1 (3.783)                  | 166.3 (6.547)                 | 202.4 (7.969)                 | 237.0 (9.331)                 | 507.1 (19.965)                | 340.4 (13.402)                | 272.8 (10.74)                 | 321.5 (12.657)                | 166.0 (6.535)                 | 99.4 (3.913)                  | 68.1 (2.681)                  | 2,547.3 (100.287)             |
| 平均降水日数 （≥1.0 mm）           | 6.0                           | 7.1                           | 10.7                          | 10.3                          | 10.9                          | 16.3                          | 11.5                          | 12.4                          | 12.3                          | 8.0                           | 7.6                           | 5.6                           | 118.6                         |
| 平均月間日照時間                   | 184.1                         | 169.3                         | 184.0                         | 186.2                         | 177.7                         | 111.2                         | 187.3                         | 199.3                         | 153.0                         | 175.0                         | 162.7                         | 177.5                         | 2,067.3                       |
| 出典1：Japan Meteorological Agency |                               |                               |                               |                               |                               |                               |                               |                               |                               |                               |                               |                               |                               |
| 出典2：気象庁                      |                               |                               |                               |                               |                               |                               |                               |                               |                               |                               |                               |                               |                               |

### 隣接している自治体
- 宮崎市
- 児湯郡：高鍋町、木城町、新富町、西米良村
- 東諸県郡：国富町
- 東臼杵郡：美郷町、椎葉村

### 地名
合併時の大字は以下のとおり。
- 岡富（旧妻町）
- 清水（旧妻町）
- 黒生野（旧妻町）
- 現王島（旧妻町）
- 妻（旧妻町）
- 右松（旧妻町）
- 三宅（旧妻町）
- 調殿（旧上穂北村）
- 童子丸（旧上穂北村）
- 穂北（旧上穂北村）
- 南方（旧上穂北村）
- 荒武（旧都於郡村）
- 岩爪（旧都於郡村）
- 鹿野田（旧都於郡村）
- 都於郡町（旧都於郡村）
- 山田（旧都於郡村）
- 平郡（旧三納村）
- 三納（旧三納村）
- 加勢（旧三財村）
- 上三財（旧三財村）
- 寒川（旧三財村）
- 下三財（旧三財村）
- 藤田（旧三財村）
- 尾八重（旧東米良村）
- 上揚（旧東米良村）
- 銀鏡（旧東米良村）
- 中尾（旧東米良村）
- 八重（旧東米良村）

その後、以下の大字が新たに発足した。
- 茶臼原（1957年、穂北より分立）
- 片内（1958年、三納より分立）

1970年代、中心部の妻地区で町名設置が行われた。
- 桜川町1丁目～2丁目（1974年、妻・右松より分立）
- 聖陵町1丁目～2丁目（1974年、妻より分立）
- 御舟町1丁目～2丁目（1974年、妻・右松より分立）
- 有吉町1丁目～3丁目（1977年、妻より分立）
- 小野崎町（1977年、妻より分立）
- 白馬町（1977年、妻より分立）
- 中央町1丁目～2丁目（1977年、妻より分立）
- 妻町1丁目～3丁目（1977年、右松・妻より分立）
- 水流崎町（1977年、妻より分立）

その後、1990年代前後（詳細は不明）に以下の町名が設置された。
- 旭1丁目～2丁目（右松・妻・調殿より分立）
- 小野崎1丁目～2丁目（右松より分立）
- 上町1丁目～2丁目（右松・妻・調殿・三宅より分立）
- 下妻（右松より分立）
- 中妻1丁目～2丁目（妻・調殿より分立）
- 右松1丁目～5丁目（右松より分立）
- 新町1丁目～2丁目（2003年、妻・右松・三宅・童子丸より分立）

## 歴史
記紀によると、天照大神の孫瓊瓊杵尊（ににぎのみこと）は日向の高千穂峰に降臨した。その後、居を構えたのが現在の西都市であったとされる。
西都市は日本最大の古墳集積地帯である。
律令期には現在市の中心部となっている妻（つま）地区に日向国国府、日向国分寺、国分尼寺が置かれ、日向国の中心地として栄えた。室町時代～戦国時代には日向国主伊東氏が市南部に都於郡城を構え本拠地とし、領国経営の拠点とした。天正遣欧少年使節主席正使としてヨーロッパに渡った伊東マンショは、都於郡城で生誕した伊東氏の一族である。薩摩国の島津氏からの侵略により伊東氏が一時衰退した際、都於郡城には島津義久が入城し、豊臣秀吉の九州征伐、高城の戦いにおける前線基地となったが、島津氏は根白坂の戦いにおいて豊臣秀吉に完敗し日向国から放逐され、都於郡城は戦後廃城となった。
江戸時代は、穂北に幕府の番所が設けられ妻・穂北（ほきた）地区は幕府の天領となり、三財（さんざい）・三納（みのう）・都於郡（とのこおり）地区は佐土原藩に組み入れられた。この時期には伊東氏飫肥藩領の赤江・城ヶ崎地区（現宮崎市赤江地域自治区）が、日向国の江戸・上方との交易本拠地としての性格を備え、西都地区は日向国の物流拠点としての機能を次第に失ったようである。また、市の中心に横たわり、市名の由来でもある西都原（さいとばる）台地は、古代より斉殿原（さいとのはる）と呼ばれていたが、江戸時代に西都原（「さいとのはる」から「さいとばる」へ）の呼称が定着したとされる。
児湯郡東米良村の一部は米良山であった。米良山は元和年間（1615年-1624年）に人吉藩の属地とされ、廃藩置県（1871年）の際には人吉県（後に八代県、球磨郡の一部の扱い）となり、1872年に美々津県（宮崎県の前身）児湯郡に移管された。その為、1872年まで現在の西都市寒川、尾八重、中尾、八重、銀鏡、上揚の各地区は球磨郡（当時の球磨郡）の寒川谷村、猪窪谷村、岩井谷村、尾八重谷村、椎葉谷村、鳥巣谷村、東八重谷村、銀鏡谷村、登山谷村、杖山谷村、浜砂谷村、横平谷村であった。その後、美々津県（上記の通り宮崎県の前身）に移管されて児湯郡寒川村、尾八重村、中尾村、八重村、銀鏡村、上揚村となった後、児湯郡東米良村の一部になり、後に西都市の一部となって現在に至っている。

### 近現代

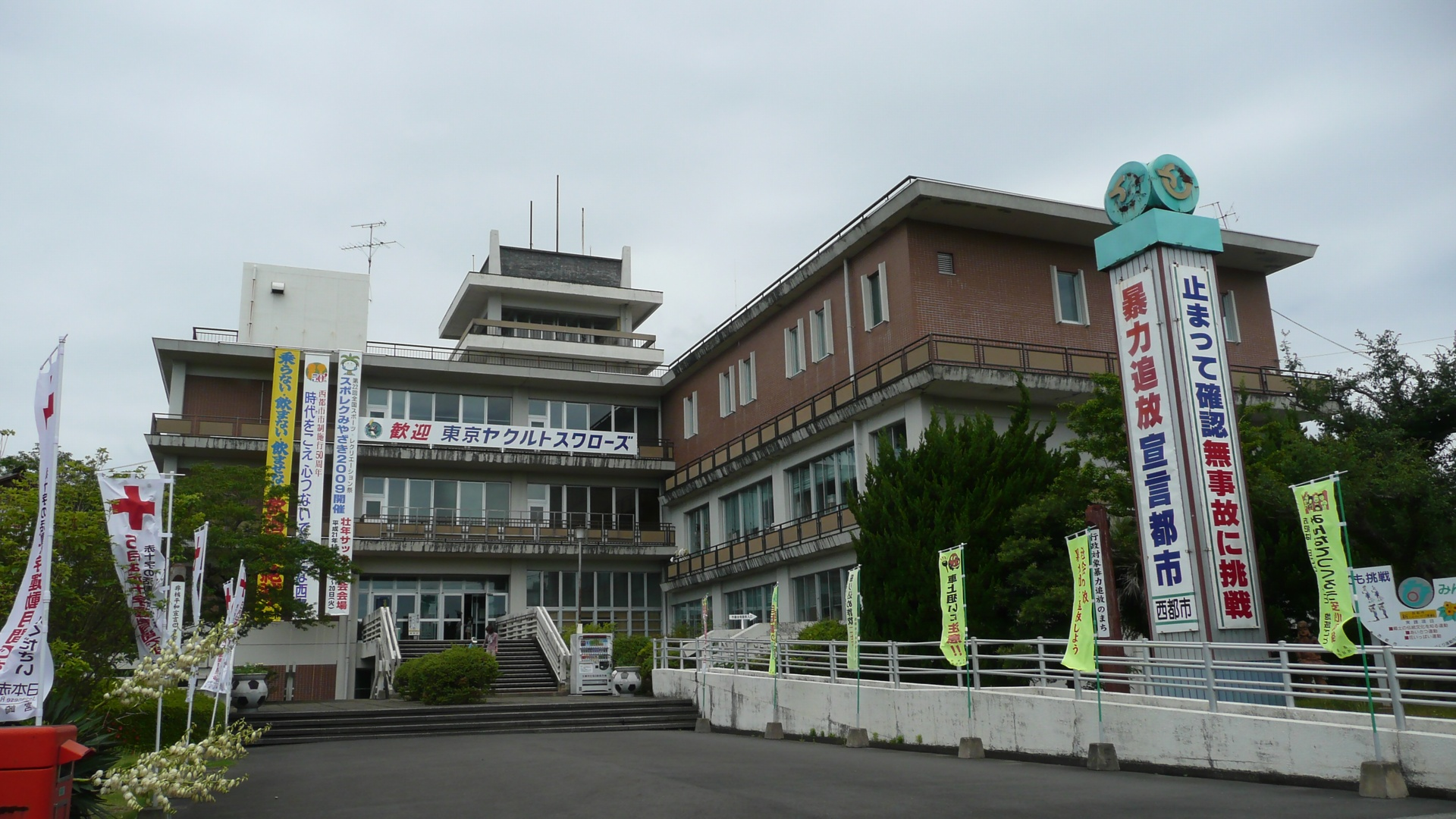
1964年 - 2021年の市役所庁舎（2008年撮影）

近代以降は宮崎 - 妻・杉安（すぎやす）間に鉄道（後の国鉄妻線・1984年廃止）が敷設され一ツ瀬川流域の農産物・木材の集散地として栄えた。1955年（昭和30年）に児湯郡妻町・上穂北村が合併し、西都町が置かれ、1958年（昭和33年）に三納村・都於郡村を統合し市制施行、1962年（昭和37年）に三財村・東米良村を合併し現在の市域を持つに至った。1960年代には一ツ瀬ダムが建設され、この時期に西都市の人口は5万人を超え、杉安地区の一ツ瀬河畔は日向の嵐山と呼ばれ屋形船が行き交った。
1980年代前半には市街地再開発等が行われ、一時期は地方小都市における再開発成功事例として注目を集めるも、その後の過疎化・少子高齢化の進展、郊外型店舗の進出によって、現在中心市街地は衰退しつつある。その他、寒川（さぶかわ）地区は限界集落となってしまい、現在は全く居住者がいなくなってしまっている。寒川地区に居住者がいたことは寒川地区の人々の暮らしぶりを記録した映画『寒川』でのみ知ることができる。この映画は限界集落の現状を隈なく記録している。
宮崎都市圏の拡大・道路等の整備によって西都市南部では宮崎市のベッドタウン化がわずかながら見られるが、人口は減少傾向にある。
2001年（平成13年）に東九州自動車道の西都IC - 宮崎西IC間が開通し、2010年（平成22年）には高鍋IC - 西都IC間が開通した。

### 行政区域の変遷
- 1889年（明治22年）5月1日 - 町村制施行により、現在の市域にあたる場所に児湯郡上穂北村・下穂北村・都於郡村・三納村・三財村・東米良村が発足。
- 1924年（大正13年）
  - 4月1日 - 下穂北村が町制施行して下穂北町となる。
  - 8月1日 - 下穂北町が妻町に改称する。
- 1955年（昭和30年）4月1日 - 妻町と上穂北村が新設合併して西都町が発足。
- 1958年（昭和33年）
  - 4月1日 - 西都町と三納村と都於郡村が新設合併して新たに西都町が発足。
  - 11月1日 - 西都町が市制施行して西都市が発足。
- 1962年（昭和37年）4月1日 - 西都市が三財村と東米良村の一部を編入。東米良村の他の地域は木城村へ編入。

## 市政
- 市長：押川修一郎（2025年2月5日就任、通算2期目）
- 議会：定数18人[2]

## 国政・県政

### 国政
- 衆議院小選挙区選挙では宮崎2区（延岡・西都・児湯郡・東臼杵郡・西臼杵郡）に属する。

| 選挙区      | 議員名 | 党派名     | 当選回数 | 備考   |
| ----------- | ------ | ---------- | -------- | ------ |
| 宮崎県第2区 | 江藤拓 | 自由民主党 | 5        | 選挙区 |

### 宮崎県議会
本市と西米良村で選挙区をなす。定数は1人。近年選出の議員は以下のとおり。
- 2019年4月
  - 浜砂守（自由民主党）

## 公共機関
県の行政機関
- 西都土木事務所
- 県立産業技術専門学校
- 児湯農業改良普及センター
- 宮崎県立西都原考古博物館
- 西都警察署

消防
- 西都市消防本部

国の行政機関
- 九州森林管理局宮崎児湯森林管理署

司法機関
- 西都簡易裁判所

市の行政機関
- 西都市歴史民俗資料館[4]

医療機関
- 西都児湯医療センター（災害拠点病院）

## 経済・産業
農林畜産業が中心。

### 主な産物
農産物
- ピーマン（生産量日本一）
- しいたけ
- ニラ
- マンゴーなど

## 人口
| |                                        |  |
| 西都市と全国の年齢別人口分布（2005年） | 西都市の年齢・男女別人口分布（2005年） |  |
| ■紫色 ― 西都市 ■緑色 ― 日本全国 | ■青色 ― 男性 ■赤色 ― 女性              |  |
| 西都市（に相当する地域）の人口の推移 \| 1970年（昭和45年） \| 38,509人 \| \| \| 1975年（昭和50年） \| 37,054人 \| \| \| 1980年（昭和55年） \| 37,836人 \| \| \| 1985年（昭和60年） \| 38,370人 \| \| \| 1990年（平成2年） \| 37,218人 \| \| \| 1995年（平成7年） \| 36,331人 \| \| \| 2000年（平成12年） \| 35,381人 \| \| \| 2005年（平成17年） \| 34,087人 \| \| \| 2010年（平成22年） \| 32,614人 \| \| \| 2015年（平成27年） \| 30,683人 \| \| \| 2020年（令和2年） \| 28,610人 \| \| |                                        |  |
| 総務省統計局 国勢調査より |                                        |  |
| 1970年（昭和45年） | 38,509人                               |  |
| 1975年（昭和50年） | 37,054人                               |  |
| 1980年（昭和55年） | 37,836人                               |  |
| 1985年（昭和60年） | 38,370人                               |  |
| 1990年（平成2年） | 37,218人                               |  |
| 1995年（平成7年） | 36,331人                               |  |
| 2000年（平成12年） | 35,381人                               |  |
| 2005年（平成17年） | 34,087人                               |  |
| 2010年（平成22年） | 32,614人                               |  |
| 2015年（平成27年） | 30,683人                               |  |
| 2020年（令和2年） | 28,610人                               |  |

## 教育

### 高等学校
1校（2024年（令和6年）4月時点）
- 宮崎県立妻高等学校（旧制宮崎県立妻中学校/旧制妻高等女学校）

閉校になった高等学校に関しては宮崎県高等学校の廃校一覧#西都市を参照。

### 小中一貫校
市立
3校（2024年（令和6年）4月時点）
- 西都市立銀上小・銀鏡中学校（銀上小学校・銀鏡中学校統合）
- 西都市立三納小中学校（2026年（令和8年）3月末に中学校は閉校予定）
- 西都市立三財小中学校（同上）

### 中学校（単独）
市立
3校（2024年（令和6年）4月時点）
- 妻中学校（2026年（令和8年）3月末に閉校予定）
- 穂北中学校（同上）
- 都於郡中学校（同上）

閉校になった中学校に関しては宮崎県中学校の廃校一覧#西都市を参照。

### 西都市中学校再編について
西都市は2026年（令和8年）3月末に市立中学校5校（妻・穂北・都於郡・三納・三財）を統合の上、同年4月に、西都市妻地区（中心部）に「西都市立西都中学校」を新設する予定である。これにより、2026年4月以降は小中一貫校は銀上小・銀鏡中学校の1校のみとなり、三納小学校および三財小学校は小学校単独となる。

### 小学校（単独）
市立
5校（2024年（令和6年）4月時点）
- 妻北小学校
- 妻南小学校
- 穂北小学校
- 茶臼原小学校
- 都於郡小学校

閉校になった小学校に関しては宮崎県小学校の廃校一覧#西都市を参照。

### 専修学校
- 宮崎医療福祉専門学校

### 学校教育以外の施設
職業訓練
- 宮崎県立産業技術専門校（職業能力開発促進法に基づく職業能力開発校）

認定こども園
- こどもの家（妻）

## 交通

### 空港
最寄の民間供用空港は宮崎空港である。
- 宮崎交通の路線バスで直通
- JR佐土原駅より、JR特急で22分

### 鉄道
市内に鉄道路線はない。そのため、JR時刻表（交通新聞社発行）には、中心駅が西都（妻）バスセンターと記載されている。最寄駅は、佐土原駅（宮崎市佐土原町）、日向新富駅（新富町）、高鍋駅（高鍋町）。いずれも九州旅客鉄道（JR九州）日豊本線。市中心部より各駅まで車で30分弱。

#### 廃止路線
- 日本国有鉄道（国鉄）妻線（1984年12月1日廃止）
  - 黒生野 - 妻 - 穂北 - 杉安

### バス
宮崎交通
妻地区の旧国鉄妻駅跡付近に宮崎交通のバスターミナル「西都バスセンター」があり、JR宮崎駅をはじめとする宮崎市街地や宮崎空港への直通バスが運行されている。
- 西都 - （高速道経由） - 宮交シティ - 宮崎空港
- 西都 - 宮交シティ
- 西都 - 花ヶ島 - 宮交シティ - 国立東病院
- 西都 - 花ヶ島 - 宮崎駅
- 西都 - 宮崎大学
- 西都 - 学園短大・国際大
- 西都原古墳群 - 西都 - 宮交シティ
- 西都 - 西都原古墳群
- 西都 - 宮崎北高校
- 妻高校 - 西都 - 佐土原駅 - 佐土原高校
- 西都 - 三納代 - 高鍋
- 西都 - 一丁田 - 高鍋 - 高鍋駅
- 西都 - 茶臼原 - 高鍋駅
- 西都 - 杉安峡 - 村所 - 西米良温泉
- 西都 - 国富 - 保坂
- 西都 - 上山路

山口運送（美登観光バス）
西都市と八代市、福岡市を結ぶ高速バスを運行する。
- 西都公民館前 - （宮崎駅経由） - 新八代駅 - キャナルシティ博多） ※運休中

西都市コミュニティバス・デマンド型乗合タクシー
コミュニティバスは三和交通、デマンド型乗合タクシーは宮崎タクシーが運行を担当している。
| 路線                                      | 運行経路                                                                          | 運行日                         |
| ----------------------------------------- | --------------------------------------------------------------------------------- | ------------------------------ |
| 平野・石尾線 (専門学校経由も含む)         | パオ - 松本 - 笠原 - 札の元 - 九流水 - 平野・石尾                                 | 月曜日・水曜日・木曜日・土曜日 |
| 長谷線                                    | パオ - 宮の下 - 鳶野・法蓮寺 - 樫野 - 竹の内 - 札の元 - 長谷                      | 火曜日・金曜日                 |
| 山田・上沖線                              | パオ - 中村 - 青山 - 鹿野田 - 潮 - 筑後 - 都於郡町 - 三財支所 - 山田・上沖 - 中山 | 月曜日・木曜日                 |
| 岩爪線                                    | パオ - 中村 - 青山 - 鹿野田 - 潮 - 筑後 - 池の端 - 黒貫 - 岩爪                    | 火曜日・金曜日                 |
| 長園線                                    | パオ - 中村 - 青山 - 鹿野田 - 潮 - 筑後 - 池の端 - 長園                           | 水曜日・土曜日                 |
| 長園通学線                                | 長園線と同じ。                                                                    | 月曜日 - 土曜日                |
| 岩井谷・並木線                            | 並木 - 小野 - 岩井谷 - 三財支所入口 - 藤田 - 青山下 - 中村 - バスセンター         | 火曜日・金曜日                 |
| 加勢・小豆野線 （デマンド型乗合タクシー） | 小豆野 - 加勢 - 三財支所入口 - 藤田 - 青山下 - 中村 - バスセンター                | 月曜日・木曜日                 |
| 穂北線 （銀鏡・尾吐）                     | パオ - 下水流 - 立野 - 杉安峡 - 診療所前 - 一ノ瀬 - 尾吐                          | 月曜日 - 土曜日                |
| 竹尾・平原線 （デマンド型乗合タクシー）   | 平原公民館 - 竹尾 - 穂北 - 童子丸 - バスセンター                                  | 火曜日・金曜日                 |
| 春日・大口川線 （デマンド型乗合タクシー） | 春日公民館 - 大口川北 - 城平 - バスセンター                                       | 火曜日・金曜日                 |

#### かつて存在した路線バス
- 九州旅客鉄道（JR九州）バス（旧・国鉄バス）日肥線
- 西都市営バス

### 道路

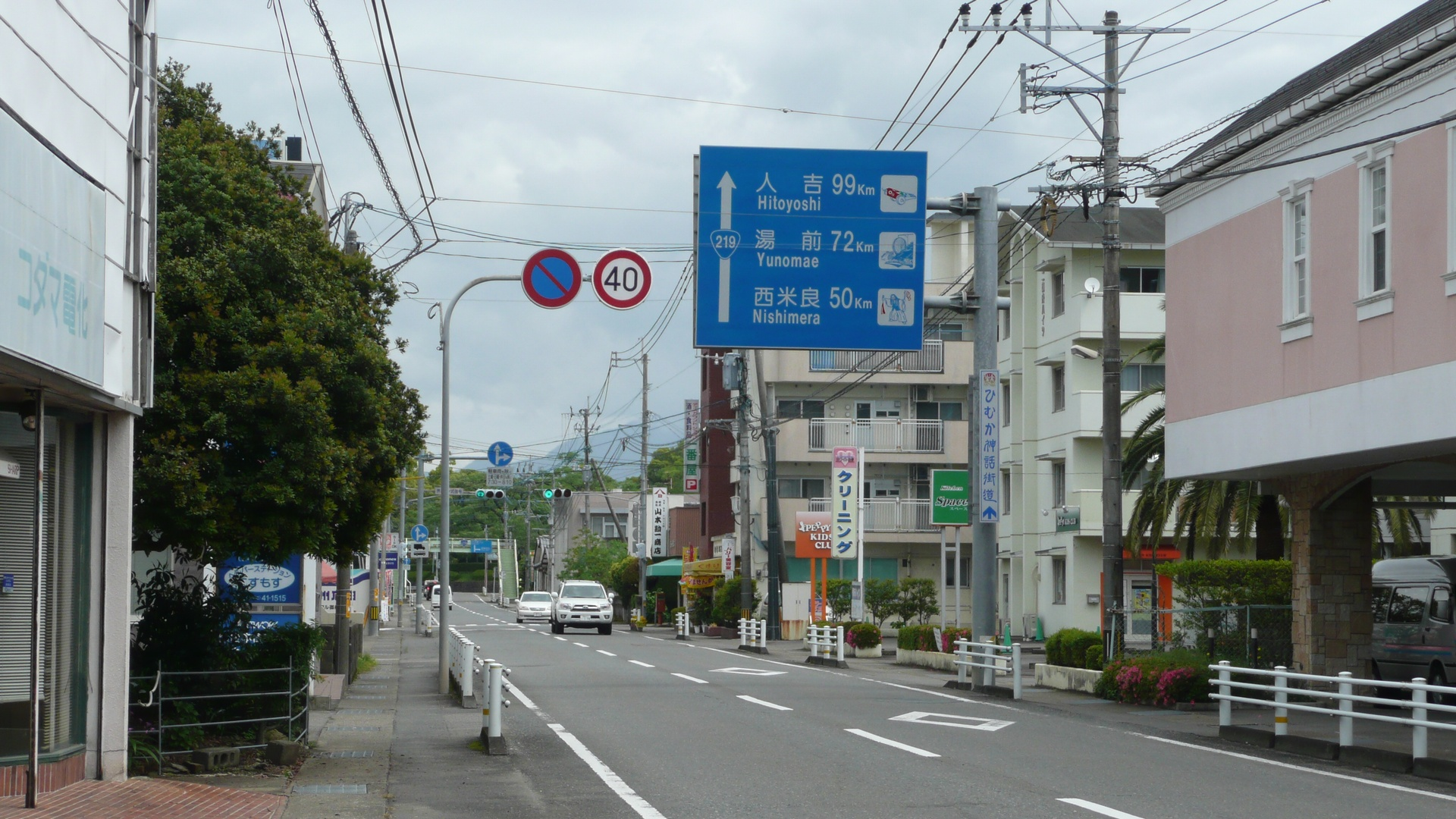
市中心部を通る国道219号

高速道路
E10 東九州自動車道 : (28) 西都インターチェンジ
地域高規格道路
宮崎東環状道路（春田バイパス）
一般国道
国道219号
都道府県道（主要地方道）
宮崎県道24号高鍋高岡線、宮崎県道40号都農綾線

### 船舶
- 宮崎港（宮崎市）まで車で40分
- 細島港（日向市）まで車で60分
- 通浜漁港（川南町）まで車で40分

## 名所・旧跡・観光スポット・祭事・催事
- 下水流臼太鼓踊（9月）
- 西都古墳まつり（11月）

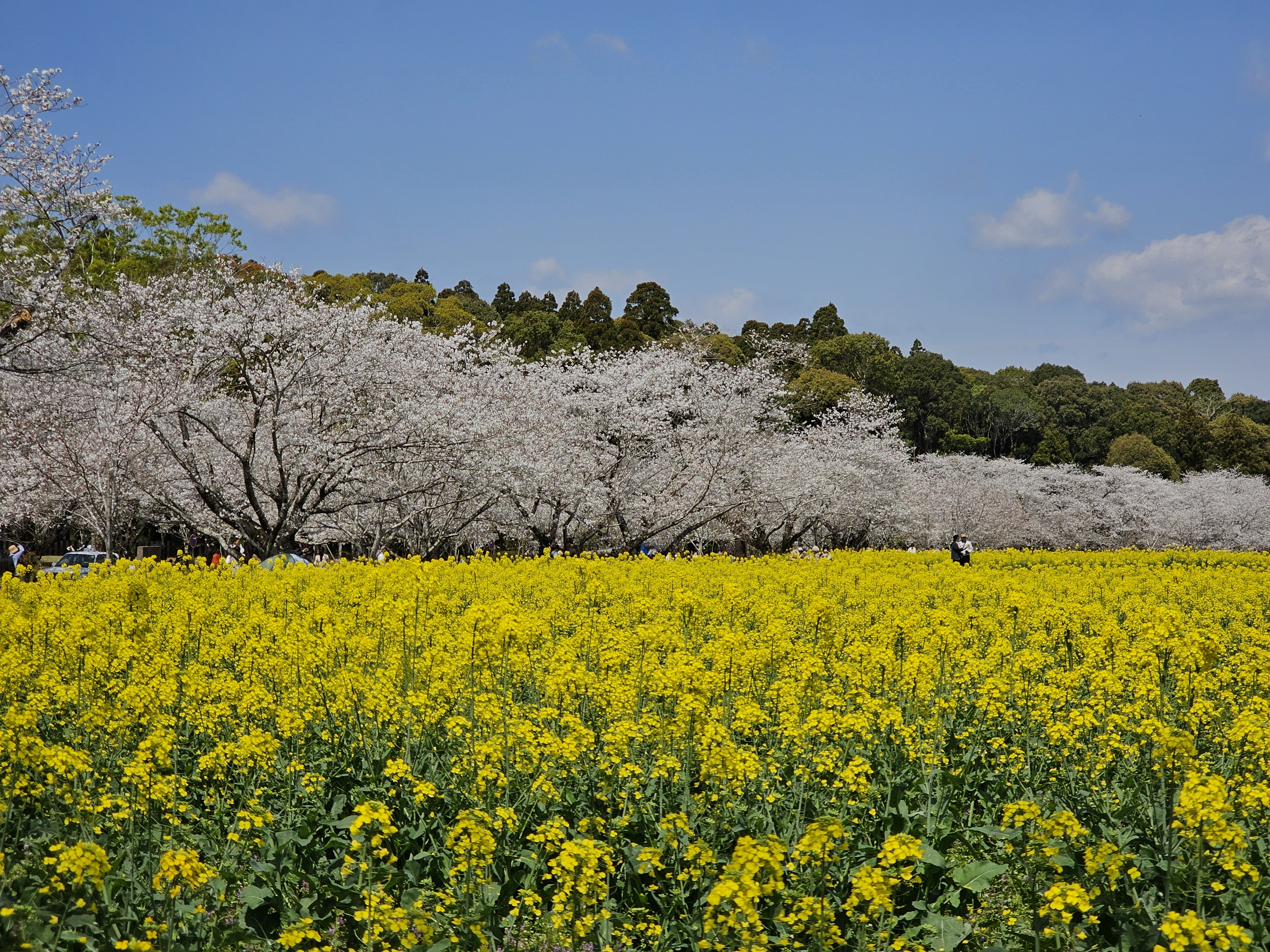
春の西都原（桜と菜の花）

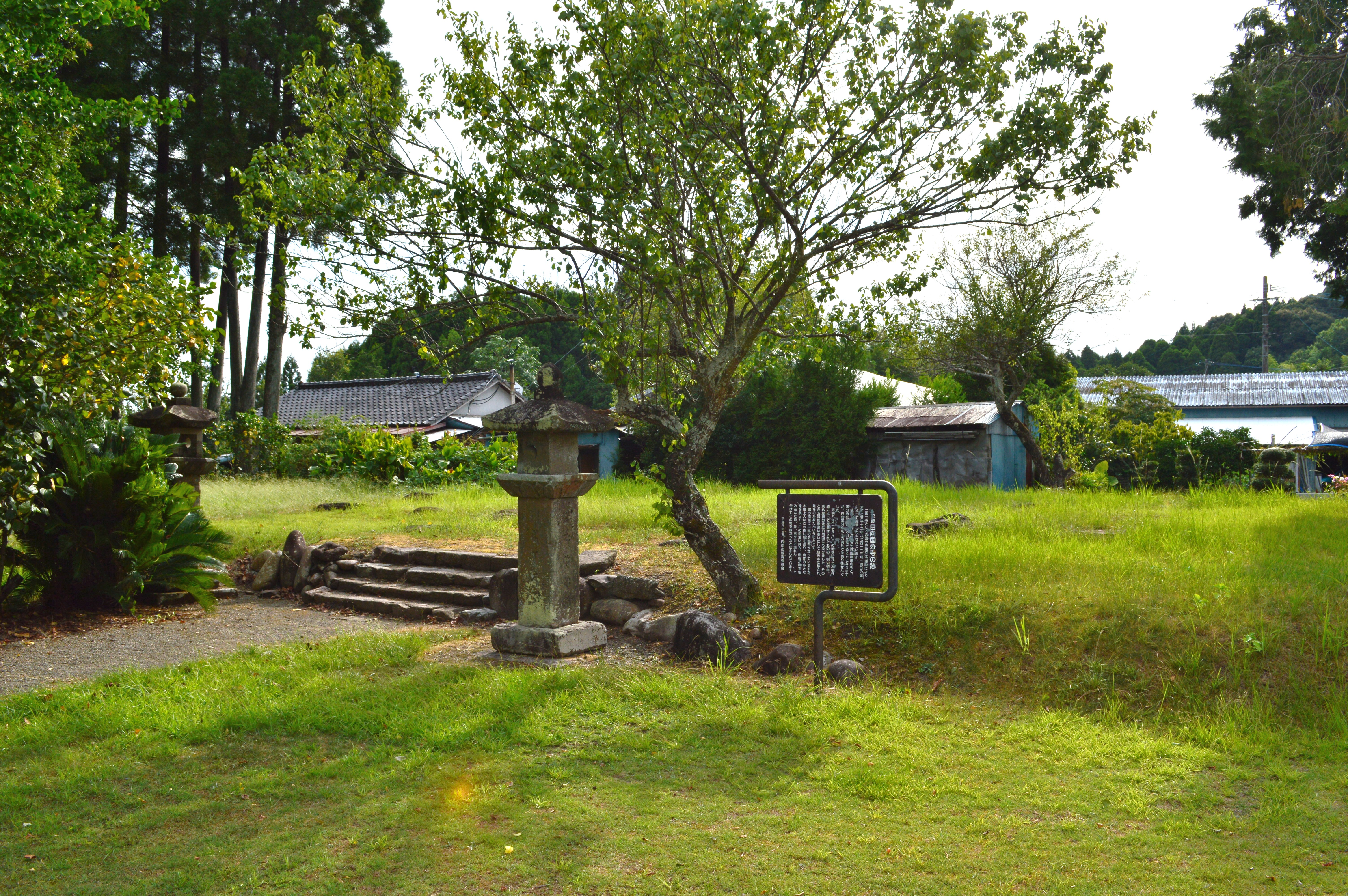
日向国分寺

- 銀鏡神楽（しろみかぐら）（12月）国の重要無形民俗文化財に指定[7]（指定名称は「米良神楽」）
- 都萬神社
- 都於郡城跡　日向国主伊東氏により築城。都於郡城址祭り（11月第2日曜日頃）都於郡小学校の児童が手作りの鎧兜を身に纏って都於郡城本丸跡に向かう登城行列（都小っ子祭り）が行われる。国の史跡に指定。
- 日向国分寺
- 西都原古墳群　周辺には逢初川や八尋殿の跡、無戸室など日本神話の瓊瓊杵尊と木花開耶姫にちなんだ伝承地も多い。国の特別史跡に指定。
- 常心塚古墳
- 千畑古墳
- 児屋根塚古墳（茶臼原古墳群）
- 穂北横穴墓群
- 三納古墳群
- 松本古墳
- 三財古墳群
- 西都原運動公園
  - 野球場
- さいと温泉

## 著名な出身者
- 伊東マンショ（天正遣欧少年使節主席正使）
- 米良美一（歌手・もののけ姫のテーマ）
- 梶谷信之（体操選手）
- 0930（歌手）
  - 児玉美代（宮崎のローカルタレント）
- 黒木淳吉（作家）
- 黒木正憲（実業家、東京出版創業者）
- 黒木靖夫（元ソニー取締役・ウォークマン開発／SONYビル開設担当 著書「大事なことはすべて盛田昭夫が教えてくれた」など）
- 安藤忠恕（元宮崎県知事）
- 伊東信一郎（ANAホールディングス代表取締役社長）
- 弥勒祐徳（画家）
- 浦元義照（UNIDO（国際連合工業開発機関）事務局次長）
- 黒木一明（写真家）
- 赤塚ヤスシ（DOESベース）
- 武中はじめ（歌手）
- GILLE（歌手）
- 大津リサ（モデル・レースクイーン）
- 阿知羅拓馬（プロ野球選手・中日ドラゴンズ投手）※出身は大阪府で中学卒業までを西都市で過ごした。
- オカリナ（お笑いコンビ・おかずクラブ）
- 森和風 (書作家)

## 西都市を舞台とした作品
- 映画寒川
- 神様の御用人 5 (浅葉なつ）